# Zahraniční politika
Zahraniční politika je souhrn akcí, záměrů a prohlášení státu, jejichž účelem je ovlivňovat a regulovat vztahy státu s jinými státy, spolky států a mezinárodními nebo nadnárodními organizacemi. Zahraniční politika má přesah k oblastem jako je bezpečnostní politika, zahraniční hospodářská politika nebo mezinárodní kulturní vztahy.
Jiné definice zahraniční politiky mohou být: „Z teoretického hlediska se zahraniční politika chápe jako proces interakce, ve kterém se stát snaží realizovat základní cíle a hodnoty v konkurenci s ostatními státy.“ anebo „Zahraniční politika v obvyklém smyslu popisuje činnosti státu, které jsou zaměřeny na adresáty v jiných státech nebo v mezinárodních organizacích.“

## Uskutečňování
V praxi se tato činnost státu (nebo dokonce spolku států) uskutečňuje především prostřednictvím jeho čelních politických představitelů, např. jeho exekutivou (zastoupenou mj. ministrem zahraničí). Každodenní politické a administrativní zastupování zahraniční politiky jedné země v jiné zemi má obvykle na starosti velvyslanec.
Cíle zahraniční politiky nelze plně ztotožnit se zájmy příslušných států, protože zahraniční politiku určují také hodnotové úvahy a vnitropolitické cíle aktérů, jakož i pravidla a instituce mezinárodního systému. „Státní zájem“ se nedefinuje sám sebou, ale určují ho příslušní aktéři (srov. diskuse mezi realismem a konstruktivismem v mezinárodních vztazích). Zahraniční politika se proto většinou hledá v oblasti střetu mezi ideálním a materiálním zájmem.
Zahraniční politika země je ovlivněna mnoha faktory. Podle starších teorií (realismus) to jsou zejména geografické umístění, přítomnost surovin, velikost populace, technická, vojenská a ekonomická síla a úroveň vzdělání obyvatelstva.
Novější přístupy (např. konstruktivismus) předpokládají, že zahraniční politiku zásadně formují její aktéři a konstelace lidí. Zájmy a prostor pro jednání těchto lidí jsou 1. individuálně velmi odlišné a 2. utvářené vnitropoliticky. Zjednodušeně řečeno, jelikož zahraniční politika je v demokracii součást politiky vlády, která má zásadní zájem o znovuzvolení, nebude se zahraničněpoliticky angažovat pro cíle, které by znovuzvolení zjevně ohrozily, i když by členové vlády osobně o dosažení těchto cílů stáli. Kromě toho by takové zapojení neneslo pouze riziko osobního znevýhodnění, ale také by bylo sotva ratifikováno, takže by nemělo žádný účinek - viz dvouúrovňové hry (Two-Level-Games) Roberta Putnama. V důsledku toho častá stabilita zahraniční politiky, a to i při měnících se vládách, vyplývá také z pomaleji se měnící celkové orientace a nálady v zemi.

## Relativní stabilita
Zahraniční politika většiny států se vyznačuje značnou dlouhodobou kontinuitou (stabilitou zájmů zahraniční politiky). Důvody jsou různé:
1. Stálé hlavní cíle, jako je stabilita, kontinuita a předvídatelnost, zůstávají stejné, a také se příliš nemění systémy, ve kterých politika funguje (spojenectví: pacta sunt servanda)
2. Základní problémy, které ovlivňují světovou situaci, a tedy i činnost zahraniční politiky, často zůstávají akutní po dlouhou dobu (např. konflikt na Středním východě)
3. Objektivní domácí faktory (např. demokratický systém vlády) zůstávají; a ani proměnlivé domácí faktory se nemění ráz na ráz
4. Vzhledem k vysoké míře mezinárodní integrace jsou revoluční koncepty zahraniční politiky jen stěží prosaditelné. Válka mezi státy jako ultima ratio politiky je také stále více na ústupu.

Z těchto důvodů i když dojde ke změně vlády - přinejmenším tehdy, když po sobě následují demokraticky legitimizované vlády - zaznamená zahraniční politika obvykle pouze malé změny, posuny akcentů. Zahraniční politika států je často charakterizována dlouhodobou kontinuitou a relativně nízkou úrovní politické diskuse: Ve volebních programech obvykle bývá málo cílů zahraniční politiky. Je to způsobeno i tím, že jsou v nich většinou rozebírány postoje k tématům, která štěpí domácí veřejnost. Jedná se často o hospodářské, sociální nebo v širším smyslu sociálně politické, ale zřídka zahraničně politické otázky. Z tohoto pravidla ovšem existují výjimky: Například německý postoj k prohlubujícímu se konfliktu mezi Spojenými státy a Irákem v létě 2002 hrál významnou roli ve volební kampani do Spolkového sněmu a pravděpodobně ovlivnil výsledek voleb.
Kromě toho je v Evropě z pravidla „Se zahraniční politikou nevyhrajete volby!“ do značné míry vyloučena politika vůči Evropské unii. Například v mnoha evropských zemích dokázaly protestní strany dosáhnout dobrých výsledků voleb pomocí protievropských kampaní. Vyvstává však otázka, zda evropskou politikou (tj. utváření politiky v rámci EU) s ohledem na její tematický rozsah a její přímý dopad na právní, ekonomické atd. podmínky v členských státech lze stále označovat výrazem „zahraniční politika“.